# Harvey L. Wollman
Harvey Lowell Wollman (Frankfort, Dakota del Sur, 14 de mayo de 1935-18 de octubre de 2022) fue un político estadounidense, que se desempeñó como vicegobernador y gobernador de Dakota del Sur. Fue el último demócrata en ejercer la gobernación de dicho estado.

## Primeros años y educación
Wollman nació el 14 de mayo de 1935 en Frankfort, Dakota del Sur, siendo hijo de Edwin J. Wollman (1907-1981) y Katherine Kleinsasser (1905-2002). Se graduó del Doland High School en 1953. De 1954 a 1955, asistió a Bethel College en Saint Paul, Minesota. De 1956 a 1957, asistió a la Universidad Huron antes de servir en el Ejército de los Estados Unidos de 1958 a 1960. En 1961, obtuvo una licenciatura de la Universidad Huron. De 1961 a 1965, se desempeñó como maestro en el Doland High School. En 1965, completó un trabajo de posgrado en la Universidad de Dakota del Sur antes de convertirse en agricultor.

## Carrera
Wollman fue elegido para representar a los condados de Spink, Hand y Hyde en el Senado de Dakota del Sur entre 1968 y 1970. En 1974 fue elegido vicegobernador, en una boleta junto a Richard F. Kneip como gobernador.
El 6 de junio de 1978, Wollman fue derrotado por estrecho margen por el senador estatal Roger D. McKellips en un intento por la nominación demócrata para la gobernación. Sin embargo, Wollman sucedió a Kneip en la gobernación el 24 de julio de 1978, cuando este renunció al cargo para aceptar un nombramiento como embajador de Estados Unidos en Singapur.
Wollman tomó juramento ante su hermano, Roger Leland Wollman, quien en ese momento se desempeñaba como presidente del Tribunal Supremo de la Corte Suprema de Dakota del Sur. Su mandato duró poco más de cinco meses, finalizando el 1 de enero de 1979. Fue sucedido por el republicano Bill Janklow (quien derrotó a McKellips en las elecciones generales). Mientras estuvo en el cargo, trabajó para acelerar la derogación del impuesto a la propiedad y aumentar el presupuesto para la educación superior.

## Vida personal
Wollman contrajo matrimonio con Ann Geigel, con quien tuvo dos hijos: Michael y Daniel.
Wollman murió el 18 de octubre de 2022, a los 87 años de edad.